# ジェンキンスフェリーの戦い
ジェンキンスフェリーの戦い（英: Battle of Jenkins' Ferry）は、南北戦争の開戦からちょうど3年が過ぎた1864年4月30日に、アーカンソー州グラント郡で起きた戦闘である。北軍によるレッド川方面作戦の一部だったカムデン遠征ではクライマックスとなった。南北両軍の勢力を考えるとこの戦闘でかなりの損失を蒙り、しかも両軍ともに将軍が1人戦死した。この戦闘の結果、北軍はアーカンソー州カムデンの危険性の高い陣地からリトルロックの防衛拠点までの撤退を完成させることができた。

## 背景

### レッド川方面作戦
1864年3月、ナサニエル・バンクス少将指揮下のルイジアナ州にいた北軍陸軍と、デイビッド・ディクソン・ポーター少将が率いたミシシッピ川で活動する海軍が、レッド川方面作戦を始めた。この作戦の直接の目的は、南軍ミシシッピ圏方面軍指揮官のエドマンド・カービー・スミス将軍の作戦本部であるルイジアナ州シュリーブポートを占領することだった。シュリーブポートはアメリカ連合国ルイジアナ州の暫定州都でもあり、主要物資補給地かつテキサス州への入り口でもあった。この作戦の二次的な目的は、北部州で不足していた綿花を手に入れることであり、それによって川沿いの農園主から北軍に対する忠誠心を得ることだった。この行動はルイジアナ州におけるレコンストラクションを展開できるとも考えられた。この作戦を考えた北軍総司令官のヘンリー・ハレック少将は、北軍によるテキサス占領への道を開き、フランス軍がメキシコから侵略して来られないようにすることを望んでいた。フランスは1863年6月にメキシコを侵略して占領しており、傀儡皇帝マクシミリアン皇帝の下に政府を作り上げていた。
エイブラハム・リンカーン大統領がレッド川方面作戦を承認した後に、ユリシーズ・グラントが中将と総司令官に昇進し、グラントはこの作戦を止められないと感じた。グラントはウィリアム・シャーマン少将が北ジョージアからアトランタに軍隊を繰り出すときの支援のために、この作戦に宛てる1万名の部隊を使おうと思ったので、作戦の実行を急がせようとした。グラントはまた、南軍の強固な砦であるアラバマ州モービルを攻撃することで南軍を釘付けにしてしまおうとも考えた。
バンクス将軍はこの方面作戦のためにニューオーリンズ市近くで少なくとも2万名の部隊を利用できた。ミシシッピ州ヴィックスバーグにいるシャーマンの軍隊からは、アンドリュー・J・スミス准将の指揮下に1万名の部隊が加わることになっていた。スミスの部隊はレッド川を遡るポーターの戦隊を伴ってきた。最初にその部隊はドラッシー砦を確保し、レッド川への道を開いた。フレデリック・スティール少将も、北のアーカンソー州リトルロック、フォートスミス、パインブラフの基地からシュリーブポートに対するバンクスを支援するために、14,000名の部隊を動かしてくることが期待された。

### カムデン遠征

#### カムデンへ
この方面作戦でスティールが担当した部分はカムデン遠征と呼ばれるようになった。スティールは後にその目的はカムデンに達してそこを占領することであり、バンクスがシュリーブポートを落とすのを支援するために、南軍騎兵隊をシュリーブポートから離しておくことだった。それでもバンクスは、スティールが一時的にカムデンを占領するだけでなく、シュリーブポートを占領する時に自軍に加わってくれるという作戦だった。グラントですらスティールに電報を打ち、恣意行動だけではバンクスを支援するために不十分であると告げていた。バンクスの軍隊がシュリーブポートに向かう途中のマンスフィールドの戦い（4月8日）で、数も少ないリチャード・テイラー中将の部隊に撃退された後、バンクスはルイジアナ州アレクサンドリアでその後退を止めた。バンクスはまだ作戦を再開できると考えており、シュリーブポートを攻撃する再度の試みにはスティールの援軍が加わって欲しいという願望を伝えた。
スティールは8,000名の部隊でまずリトルロックから南西のアーカデルフィアに行軍した。フォートスミスからジョン・セイヤー准将が率いて来る4,000名の部隊とアーカデルフィアで落ち合う計画だった。パインブラフから来る北軍の騎兵隊は約2,000名であり、カムデンの南軍駐屯部隊に対する監視を続けると想定され、スティール隊の動きから注意を逸らし、その後にスティール隊に合流することになっていた。スティールは予定より3週間遅れていたが、1864年3月29日にアーカデルフィアに到着した時でもセイヤーの部隊と落ち合えなかった。スティール隊は最後の3日間を雨に降られて行軍しており、既に食料が少なくなっていた。行軍の経路は貧しい田園部であり、調達しようにも食料や飼料がほとんど無かった。スティールは4月1日まで待ち、食料がさらに減り、セイヤーからの伝言も来なかったので、アメリカ連合国アーカンソー州の暫定州都である南西のワシントン方向に移動した。4月9日、リトルミズーリ川沿いエルキン渡し近くでやっとセイヤー隊と合流できた。しかしセイヤー隊もあまり物資を持っておらず、合流後の部隊はさらに物資が乏しくなった。
スティールは、バンクス軍に対抗する南軍にその騎兵5個旅団が合流しないようにしている程度のみでバンクス軍を助けられた。この時アーカンソー州の南軍指揮官だったスターリング・プライス少将の総指揮の下にあるアーカンソー州とミズーリ州の歩兵2個師団が、カムデン地域からバンクス軍に対抗する軍隊の支援に派遣されていた。ジョン・マーマデューク准将と、アーカンソー州に留まったプライスの総指揮の下に、5個旅団の南軍騎兵隊のうち3個旅団がアーカンソー州内でアーカデルフィアから移動するスティール隊に嫌がらせを行った。彼らはその緩りとした進行を止められなかった。この両軍は4月3日にリトルミズーリ川のエルキン渡しで小さな戦闘を行った。このときはスティール隊がリトルミズーリ川を渡河しようとするのをマーマデュークが阻止しようとしたが、スティール隊が勝利した。さらに4月10日にはプレーリーダンで小戦闘を行った。4月12日、スティールはワシントンの方向に見せかけの行動を行った。そこではプライスがスティールの町を占領しようという目標に抵抗するために動いていた。その後スティールはシュリーブポートに向かうには道を逸れることになるカムデンに動いて南軍との対立を避けた。スティール隊はカムデンから14マイル (23 km) でマーマデュークの騎兵隊を撥ね付けた後の4月15日にカムデンを占領した。プライス隊はアメリカ連合国アーカンソー州暫定州都であるワシントンを守るために、要塞都市のカムデンを明け渡していた。

#### カムデン、ポイズンスプリング、マークスミルズ
プライス隊にはサミュエル・B・マクシー准将の指揮するテキサス騎兵2個旅団が合流しており、スティール隊がカムデンを占領した直後に自分の騎兵隊とともにカムデンに現れた。騎兵7個旅団を持って防御に入ったスティール隊の包囲戦を始めた。ただし、勢力ではスティール隊がプライスの南軍を上回っていた。
スティールはリトルロックとパインブラフの補給所から物資の補給を受けることと、近くの田園部から食料を集められることを期待した。しかし、南軍のマーマデューク准将の騎兵隊1,700名と、マクシー准将の追加騎兵隊1,600名が、北軍ジェイムズ・M・ウィリアムズ大佐の指揮する資料調達遠征隊を破ったときに、補給の可能性を否定された。ウィリアムズ隊はカムデンに戻ってさえいれば任務に成功したはずだった。南軍はポイズンスプリングの戦いで198両の輜重隊のうち170両の荷車と役畜を捕獲し、残りの荷車を破壊した。ある史料では、南軍がこの4月18日の戦闘で北軍の護衛部隊1,170名の歩兵と騎兵および大砲4門の「大半」を殺すか捕獲したと述べている。別の史料では、北軍が301名の損失を出し、その大半が戦死または不明となっていた。戦場の報告書に拠れば、南軍はこの戦闘で護衛部隊にいたアフリカ系アメリカ人兵士が降伏しようとしているのを殺した。ポイズンスプリングで殺されも捕まえられもしなかった北軍の兵士が何とかカムデンに戻ってきたとき、スティールは、バンクス将軍が4月8日にシュリーブポートまで約40マイル (64 km) のマンスフィールドの戦い（プレザントグラブの戦いまたはサビーン交差点の戦いとも呼ばれる）で敗れた後、後退を始めたことを知った。
バンクスはマンスフィールドの戦いの翌日におきたプレザントヒルの戦いで、自軍の損失1,369名に対し、南軍に1,626名の損失を出させ、戦術的には勝利していた。その軍隊は南軍を上回っていたが、バンクスはそうでなければアレクサンドリアへの撤退を続けただろうと考えた。一方、ポーター提督の戦隊はレッド川を下ってミシシッピ川まで戻っていた。その間川岸からほとんど切れ目なく南軍からの銃撃を受け続けた。ポーターは、バンクスが撤退しただけでなく、その船隊がレッド川の異常なくらい低水位のために座礁する危険性もあったことから、撤退を強いられていた。工兵が川をうまく堰き止めて、ポーターの艦船は5月13日までに浮上して脱出できたが、川岸から南軍の攻撃を受ける船隊を守るために、バンクス軍はポーターの戦隊が浮上するまでアレクサンドリアで待機するしかなかった。艦船が安全に川を下ったときになって、バンクス軍は如何なる方向にも動けるようになった。
4月23日、バンクスからスティールに伝言が届き、バンクス軍に合流してくれれば、再度シュリーブポートに向かって移動できることになると伝えてきたとき、スティールはバンクス軍と合流できる状態にないと返答した。南軍の騎兵隊に直面しているだけでなく、スターリング・プライスが歩兵隊を戻し、さらにカービー・スミス指揮下の歩兵隊も戻っているとも伝えた。カービー・スミスは、プレザントヒルの戦いでリチャード・テイラー将軍の下にあった歩兵隊の幾らかを分けて、プライス隊に合流させていた。トマス・J・チャーチル准将のアーカンソー師団とモスビー・パーソンズ准将のミズーリ師団がプライスの指揮下に戻っていた。その後、ジョン・G・ウォーカー少将のより大きなテキサス師団が、カービー・スミスと共に合流していた。カービー・スミスは、スティールが大きな脅威であり、4月9日のプレザントヒルの戦い後に後退を続けているバンクスよりも大きな目標だと判断した。カービー・スミスはまずスティール隊を破壊して、その後にバンクス軍に戻って陥れることができると考えた。テイラーはこの判断に強く反対し、即座にバンクス軍への攻撃を望んだ。それでもテイラーはカービー・スミスの作戦を変更させることができなかった。バンクスがアレクサンドリアで海軍を待っているときに、カービー・スミスはその判断が正しく、実行する時間があるということをさらに確信するようになった。
4月25日、マークスミルズの戦いと呼ばれる戦闘で、プライスの下で活動するジェイムズ・F・フェイガン准将の総指揮下の南軍騎兵2個旅団が、北軍の211両ないし240両の輜重隊と護衛部隊1,300名を捕まえた。この部隊はスティールがパインブラフの補給所から物資を運ぶために派遣したものだった。5時間の戦闘後に、北軍兵1,400名ないし1,700名のうち僅か150名が逃亡した。フェイガン隊はこの戦闘で約300名の損失を出した。報告書に拠ると、その兵士が戦闘の終わったときに負傷したアフリカ系アメリカ人兵士を殺したとしている。南軍は次のジェンキンスフェリーの戦いで仕返しをされることになった。

#### カムデンからの撤退
スティールはこのとき物資が完全に不足し、数的に劣勢であり、カムデンで包囲される危険性にあった。上官の合意を得た後は、他に合理的な選択肢が無かった。4月26日夜と27日早朝、リトルロックに向けた夜の退却を命じた。南軍はその日遅くまでスティール隊の動きを感知できなかった。スティール隊はウォシタ川を渡るために携行してきた舟橋を使った。スティール隊がカムデンから撤退したことが分かれば直ぐに追ってきたであろう南軍に対して、幸先良いスタートが切れた。まず4月28日朝に水かさが増し、橋の無いウォシタ川渡るために、南軍は筏の橋を建設する必要があった。この遅れのためにスティール隊はさらに距離を稼げたが、雨のために動きが遅らされた。南軍も雨と戦っていたが、その追及を遅らせるような多くの荷車も装備も持っていないのも事実だった。
一方、4月28日、プライスはサミュエル・マキシーの騎兵2個旅団の師団をオクラホマとテキサスに送り返し、報告があった別の北軍部隊による脅威に対応させることにした。マークスミルズで勝利した南軍の指揮官フェイガン准将は、独立した動きをしていたが、別の目標に沿った動きを認めた命令を満たしていなかった。最初の目標であるパインブラフの北軍補給所の破壊ができなかった。これはおそらく、ウォシタ川の支流であるセイリーン川が水量を増していたために渡れなかったためだった。フェイガンは、カムデンとリトルロックの間の補給線と通信線を横切る陣地を占領するようプライスに命令されていたが、それもできなかった。おそらくフェイガンも自隊のために食料と飼料を探していた。フェイガンはプライスと直接対話しておらず、カムデンを出たスティール隊の動きを知る位置に居なかったが、プライスは4月29日に、フェイガン隊が北軍の退路を塞ぐ位置にいないことを理解した。フェイガンとその3,000名の部隊は4月30日にジェンキンスフェリーに到着することになり、戦闘に参加するには遅すぎることとなった。
スティールはカムデンを出てからプリンストンを通って真北に進んだ。その部隊は、セイリーン川に近づくときにマーマデュークの騎兵隊が追いついてきて嫌がらせを受けていた。スティール隊が水かさの増した川のジェンキンスフェリーに到着したとき、渡河するために舟橋を建設するために停止しなければならなかった。カービー・スミスとプライスの下に残っていた南軍10,000名がスティール隊に追いついた。このときスティール隊も当初から減って約10,000名になっていた。南軍は4月30日早朝に北軍後衛部隊に攻撃を掛けて、戦闘を開始した。スティールの騎兵隊は4月29日夜にセイリーン川を渡すことができていた。このときスティール隊は、まずカービー・スミスの部隊と戦い、その後に歩兵隊が荷車、大砲と残る兵士を浮橋で川を渡す努力を終わらせる必要があった。

## ジェンキンスフェリーの戦い

### 戦闘

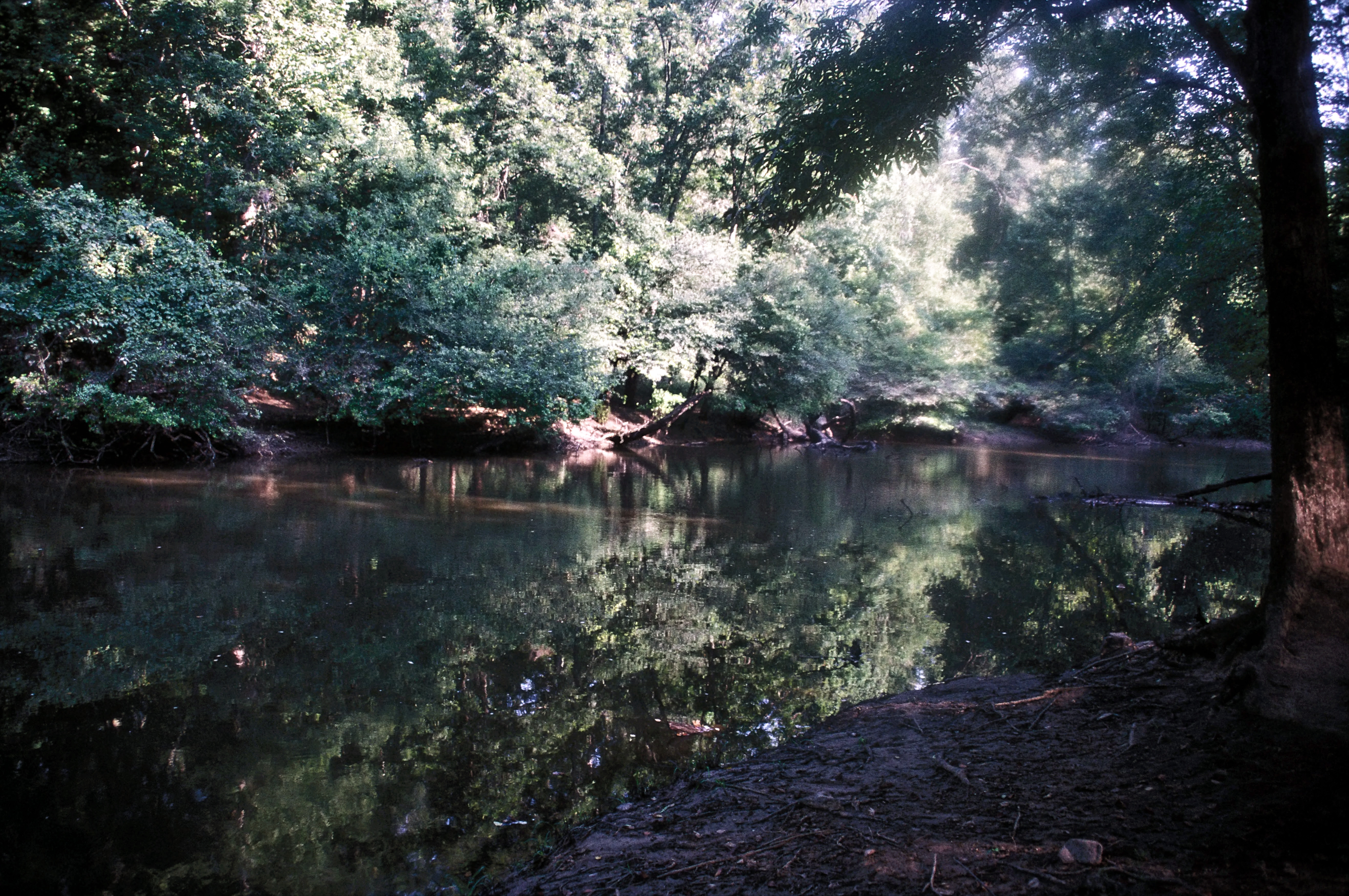
戦場

スティール将軍の北軍は、カムデンからリトルロックの基地に向けたの撤退中の4月29日午後2時にセイリーン川岸のジェンキンスフェリーに到着した。激しい雨のために川は膨れ上がっていた。雨は4月29日も激しく降り続け、川岸や付近の道は泥と溜まった水でぬかるみになっていた。疲れ、空腹だった北軍兵は舟橋を建設できず、その荷車や大砲をぬかるみから出せず、夜の間に川を渡れなかったが、騎兵隊だけは川を渡った。北軍指揮官層はカービー・スミスの南軍が自隊に追いつこうと急いでいるのを認識していたので、後衛部隊が胸壁を構築し、4月30日朝に南軍が到着してきたときに、それに対抗できる強力な防御陣地を作った。スティールが川を渡す作業を監督する一方で、フレデリック・C・サロモン准将が追撃してくる南軍に対して後衛部隊を指揮すべきはずだったが、その任務をサミュエル・ライス准将と4,000名の歩兵部隊に任せた。
4月30日の夜明け前、マーマデュークの南軍騎兵隊がジェンキンスフェリー近くに到着し、馬を降り、セイリーン川渡し場から約2マイル (3 km) でスティールの後衛部隊と小競り合いになった。ライスは自部隊を胸壁、逆茂木、射撃壕の背後に置いていた。ライスの前線は右翼をコックス・クリーク、別名トクシー・クリークで守られていた。幾つかの証言では、北軍の陣地が片翼を通過不能なトウの湿地に接し、もう一方を深く雨でびしょ濡れになった木材で守られていたとしており、また別の史料では左翼が脆弱だったので、南軍が左翼に回るのを失敗した後で、初めてライスが左端を伸ばして険しい斜面に接しさせたとしている。北軍の陣地に接近するためには幅約400ヤード (360 m) の難しいアプローチであり、一時には多くとも南軍兵約4,000名が攻撃できるだけだった。実際には、南軍がもっとバラバラな形で攻撃を行った。
プライスはまずトマス・J・チャーチル准将の指揮する歩兵隊に、続いてモスビー・M・パーソンズ准将の歩兵隊を、戦場に到着し次第投入した。これらの部隊には支援が無く、また北軍陣地へのアプローチは踝や膝まで泥と水溜りに浸かるほどだったために、ほとんど前進できなかった。これら南軍の師団は旅団ごとにばらばらに攻撃に向かわされ、集中した形にならなかった。
戦闘が始まってからすぐに深い霧に硝煙が加わった。この煙と霧のために、低くしゃがんでいるのでなければ両軍の兵は互いをほとんど視認できない状態になっていた。守備側の北軍は工作物の背後におり、攻撃側の南軍のように泥の中を抜けて前進しようとはしなかったので有利だった。南軍が攻撃し効果を上げようとしている狭い地域に発砲するだけでよかった。泥と水溜りのために騎兵や砲兵が戦闘に参加しようとしても難しくなっていた。実際に、北軍カンザス第2志願有色人歩兵連隊とアイオワ第29歩兵連隊がその防御を施した陣地から突撃を掛けた時に南軍は大砲を3門失うことになった。
チャーチルとパーソンズ両准将の指揮するプライス軍がほとんど前進できなかった後、カービー・スミスがジョン・G・ウォーカー少将の大型テキサス歩兵師団とともに到着した。ウォーカーは他の師団が行ったのと同じ旅団ごとに向かうというやり方で攻撃を掛けた。この攻撃中にウォーカーの下の3個旅団長全員が負傷した。その中でウィリアム・リード・スカリー准将とホレス・ランダル大佐の2人が致命傷だった。ジェンキンスフェリーでの南軍による最後の攻撃で、北軍のサミュエル・ライス准将も致命傷を負った。南軍が守備の固い北軍陣地に繰り返し攻撃を掛ける中で約1,000名の損失を出した一方で、守備側は約700名の損失であり、それには落伍兵が捕まえられた者も含めていた。南軍は遂に北軍陣地に対するバラバラな攻撃を諦めた。カンザス第2有色人連隊のアフリカ系アメリカ人兵士数人が、戦場を去る前にライスの前線近くにいた南軍負傷兵を銃で撃った。これはポイズンスプリングの戦いで降伏しようとしていたアフリカ系アメリカ人兵士を南軍兵が銃撃し、またマークスミルズでも負傷したアフリカ系アメリカ人兵士を殺していたことに対する報復だった。

### 撤退、結果、損失
4月30日午後3時頃までに、北軍は残っていた兵士、大砲と装備、物資搬送用荷車の中で泥に埋まっていなかったものの全てを、セイリーン川を渡すことに成功した。動かせない荷車は燃やした。スティール隊はセイリーン川の北にある湿地でもさらに多くの荷車を放棄せざるを得なかった。4月30日午後にスティール隊が舟橋を渡った後、南軍は新たな攻撃を掛けなかった。朝からの戦闘で南軍は消耗していただけでなく、北軍が川の対岸に大砲と歩兵隊を据えて、橋を渡る兵士を援護していたからだった。スティール隊はセイリーン川を渡った後に、その後の行軍には必要でなくなった舟橋を切って燃やした。南軍は川を渡る方法が無く、追撃が出来なかった。カムデンでスティール軍を取り込めず、セイリーン川に着くまでに遮断もできなかったことで、カービー・スミスの南軍は、アーカンソー州の北軍では主力だったスティール軍を破壊する絶好の機会を逃した。スティール隊は川を渡った後に3日間行軍し、リトルロックの要塞の中で再集結できた。
ジェンキンスフェリーの戦いは参戦した勢力の損失率を考慮すると、南北戦争の中でも流血の多い戦闘の1つとなった。両軍は戦闘に死力を尽くした。南軍の公式損失は戦死86名、負傷356名、不明1名と総計は443名となっていた。この数字は疑いも無くもっと大きいはずであり、ウォーカーのテキサス部隊の損失が分かれば800名から1,000名となっていたと考えられる。ウォーカーはこの戦闘についての報告を行わなかった。北軍の公式報告では、戦死63名、負傷413名、不明45名で、総計は521名となっていた。北軍の数字は、ジョン・セイヤー准将が報告を作成していないので不完全な報告だった。上記のように不完全あるいは紛失した報告書があるという見解の中で、歴史家のシェルビー・フットとグレゴリー・J・W・アーウィンは、ハイドラーの『アメリカ内乱の事典』で、この戦闘による損失を南軍が1,000名、北軍が700名とするのが最良の推計だとしている。
ジェンキンスフェリーの戦いは少なくとも戦術的には北軍の勝利だとされる。南軍の損失が大きかっただけでなく、スティールの北軍が南軍の攻撃を跳ね返すことができた。この結果北軍は残っていた荷車、大砲、装備、騎兵と歩兵を、セイリーン川を渡し、安全だったリトルロックまで無事戻る時間と空間を確保できた。しかしスティールの勝利は戦略的な観点からは無駄だった。カービー・スミス軍は戦場を保持し、スティール隊がバンクス軍に合流して支援することを阻止して、スティールにはリトルロックへの退却を続行させた。この方面作戦全体で、スティールは3,000名の損失を出し、対するスミスは2,000名に留まった。カービー・スミス軍の多くは軽傷だった。スティールは大砲10門を失い、3門を捕獲できた。さらに荷車635両とラバ2,500頭を失い、騎兵1個旅団を構成できるだけの馬も失った。捕獲された物資には弾薬、食料、医薬品があった。北軍はライス将軍を失い、対する南軍はスカリー将軍とランダル大佐を失った。
カービー・スミスがスティール隊を防御の厚いリトルロックの基地外で破壊しようという最後の期待は、ジェンキンスフェリーでの管理の誤り、統制の無いバラバラな攻撃の結果として潰えた。北軍陣地と気象条件が南軍の選択肢を限定していたが、もう少し集中させた攻撃が可能だった可能性がある。南軍は北軍の脆弱だった左翼に力を集中させられず、ケリーの草原を横切る正面攻撃を選んだ。そこでは南軍の歩兵前線が北軍の砲撃で破壊された。ライスがこの弱点を放置していたか、単に防衛の範囲を超えていたとして、南軍がその場所を初期に集中攻撃できなかったことで、ライスにその陣地の脆弱性を知覚させ、前線の左翼を伸ばし、保護させることになった。北軍の左翼が閉じられた後、南軍がそこを衝く可能性が消え、カービー・スミスとプライスがスティール隊の大半を捕獲する可能性が失われた。

## 戦闘の後
スティールはカムデンでの状況が望みの無いものになった後で、レッド川でバンクス軍と合流して、シュリーブポート占領に向かう作戦を全て諦め、自部隊を救う必要があることを認識した。ジェンキンスフェリーの戦闘は、セイリーン川の南西、カムデンに居たならば、スティールの部隊が真に危険な状態にあったことを示していた。それ故にスティールのリトルロックに退却するという判断は良いものだった。一方バンクスはシュリーブポートに対するその作戦を再開する希望を捨てるしかなかった。作戦を再開する場合のその大きな問題は軍勢が不十分だということではなかった。というのも4月下旬にはジョン・A・マクラーナンド少将の部隊で補強されたからだった。バンクスは兵站の問題があり、その春と夏の間、レッド川が異常なほど低水位にあったために、ポーターの戦隊が動けず砲艦の輸送にも支援にも頼れなかった。実際にバンクスはアレクサンドリアでポーターの船隊を逆に守る必要があり、戦隊が5月13日になってレッド川から解放されてからは、如何なる方向にも動くことができた。
南軍はレッド川方面作戦に参加した部隊の大半に損失を与えあるいは捕獲することでそれを破壊することができなかったことには失望したが、全体ではかなりの戦術的勝利だった。北軍はカムデン遠征を含むレッド川方面作戦全体で8,000名以上を失い、最後は出発地点に戻るしかなかった。南軍は約6,500名を失った。南軍は大砲57門、約1,000両の荷車を物資付きで、さらに3,500頭の馬とラバを捕獲した。
シェルビー・フットが述べているように、南軍はレッド川方面作戦で戦略的にも勝利した。シャーマン将軍がアトランタ方面作戦で使うはずだったアンドリュー・スミス准将の部隊10,000名が、本隊に戻るのを遅らせることができた。またアラバマ州から約2万名の兵士が、ジョセフ・ジョンストン将軍のシャーマンに対する防衛を補強することができた。この部隊はバンクス軍がアラバマ州モービルを攻めておればアラバマに留まっているはずだった。モービルはグラント中将が好んだ標的であり、前任のハレックであればシュリーブポート占領を目指すはずだった。北軍はレッド川方面作戦でそれなりの軍隊を作り上げながら、さらに東での重要な作戦に使えたはずの多くの大砲、荷車、ラバと物資を失うことになった。しかし、カービー・スミスはバンクス軍を捕まえるあるいは潰すための再度の試みをするために、その軍を時期よくアレクサンドリアに戻すことができなかった。アーカンソー州における北軍の崩壊と後退は、プライスにこの年9月からのミズーリ侵略の道を与えた。最終的にこの作戦は南軍に長期的な恩恵を与えず、ウェストポートの戦い（10月23日）後にミズーリ州から駆逐され、さらにその後、アルフレッド・プレソントン少将が指揮する北軍騎兵隊による攻勢で、ウェストポートの後の5日間に4回起きた戦闘で悉く南軍を破った。

## 遺産

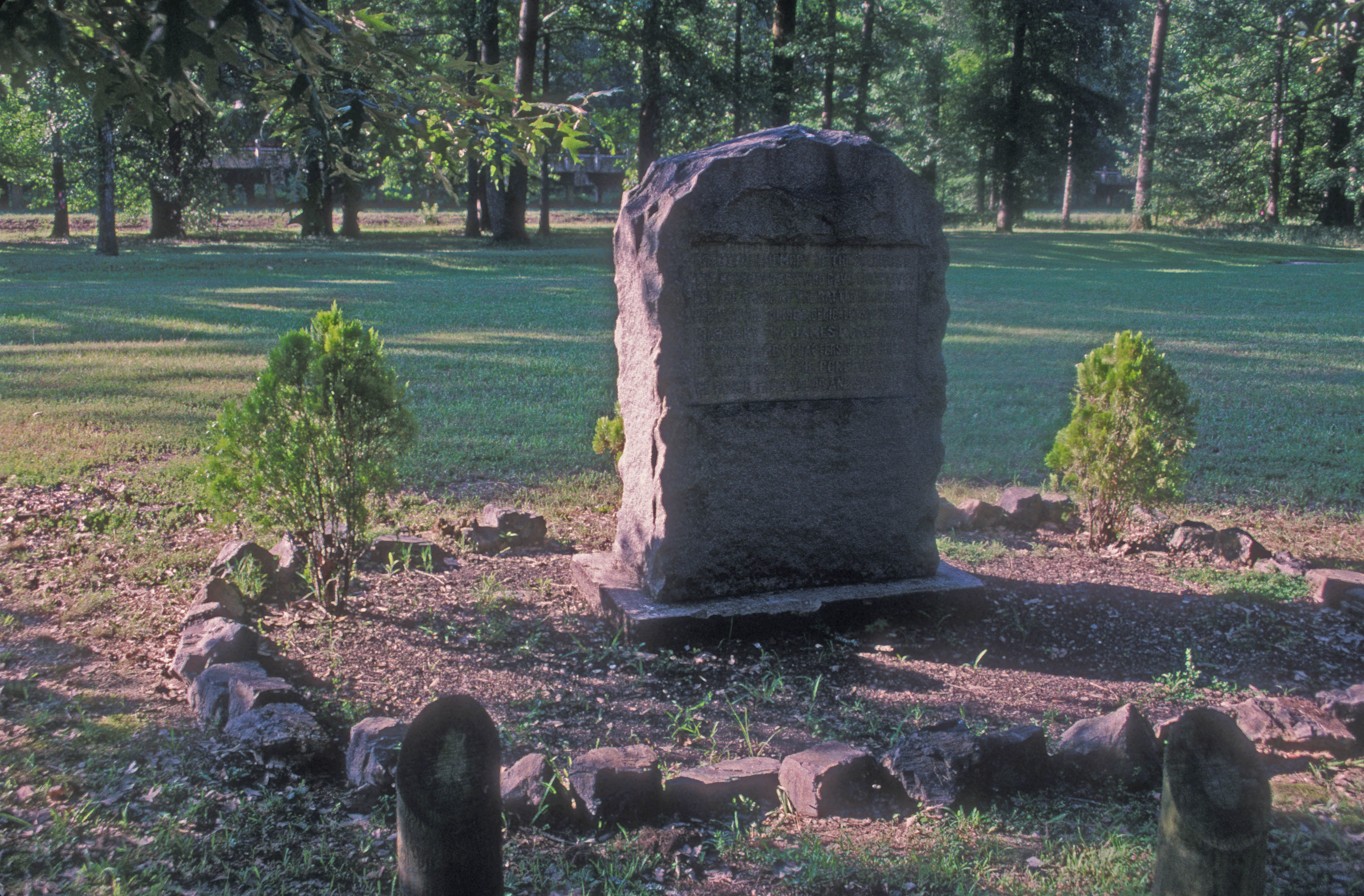
1928年9月19日に除幕された戦場の記念碑、ジェイムズ・F・フェイガンと、南軍の娘達連合ジェンキンスフェリー支部が除幕した

ジェンキンスフェリーの戦場跡はジェンキンスフェリー州立公園として保存され、1994年にアメリカ合衆国国定歴史建造物に共に指定されたカムデン遠征史跡の1つとなっている。

## 大衆文化の中で
スティーヴン・スピルバーグ監督の2012年の映画『リンカーン』のオープニングで、2人の有色人連隊兵士がエイブラハム・リンカーン大統領（キャストはダニエル・デイ＝ルイス）と話すシーンがあり、このときジェンキンスフェリーの戦いが簡潔に言及される。

## 関連図書
- Bearss, Edwin Cole, Steele's Retreat From Camden & the Battle of Jenkins' Ferry, Eagle Press of Little Rock, 2nd edition, 1990
- Hittle, Jon B.E., "Citizens and Patriots: The Thirty-Sixth Iowa Infantry Regiment in the Civil War."  Des Moines, Iowa:  State Historical Society GenWeb History Project, 2009
- Walker, Joe, "Harvest of Death: The Battle of Jenkins' Ferry, Arkansas", CreateSpace Independent Publishing Platform, 2012. ISBN  978-1461021902